# Literatura en interlingua
La literatura en Interlingua es la colección de obras escritas en este idioma artificial.
Gode tenía una concepción extremadamente limitada sobre los campos de uso posibles o deseables para el Interlingua. Su legado consiste principalmente en varios cientos de resúmenes en Interlingua de artículos científicos de las décadas de 1950 y 1960, y dos pequeñas colecciones de relatos... sin mucho valor literario. Las primeras obras escritas en Interlingua fueron libros para aprender el idioma, como el Interlingua-English Dictionary y A Brief Grammar of Interlingua for Readers, ambos publicados en 1954. Estos fueron acompañados en 1954 por Interlingua a Prime Vista y, un año después, por Interlingua: A Grammar of the International Language, esta vez escrito por Gode y Blair.
Ya en 1960, Eric Ahlström comenzó a traducir y editar folletos de literatura ficticia en su serie Scriptores scandinave in INTERLINGUA: Episodio con perspectiva (Harald Herdal, 1960); Un desertor (Bo Bergman, 1961); y Le nove vestimentos del imperator (H.C. Andersen, 1961).
Uno de los autores más prolíficos en Interlingua fue el sueco Sven Collberg (1919–2003). Su primera publicación en Interlingua, Alicubi-Alterubi, fue un folleto de 18 poemas originales. Ese mismo año, publicó Cunate tu es a mi mar, un libro de 100 poemas traducidos de lenguas de todo el mundo y de poesía que va desde el pasado hasta su propia época. Otras de sus obras incluyen Inter le stellas (1975), Le prince e altere sonetos (1977), Lilios, Robores (1979), Prosa (1980) y Versos grec (1987).
En la década de 1970, Carolo Salicto publicó Volo asymptotic (1970), una colección de poemas originales y dos traducciones. Celestina le gallina del vicina y Hannibalo le gallo del vicino fueron publicados en 1971. Siete relatos también de H.C. Andersen fueron traducidos en 1975. También en esa década, Alexander Gode publicó Un dozena de breve contos (1975), y Sven Collberg publicó la traducción de la obra previamente mencionada Inter le stellas, una obra de Casemir Wishlace.
Alexander Gode publicó Dece Contos en 1983.
En los años 1990, se realizaron muchas traducciones, como Le familia del antiquario de Carlo Goldoni, traducido en 1993, y Le Albergatrice, del mismo autor, traducido dos años después. Otras obras traducidas en esta década incluyen Contos e historias de H.C. Andersen (traducido en 1995) y Le pelegrinage de Christiano de John Bunyan (1994).
Vicente Costalago publicó la novela original Juliade en 2022, seguida de Poemas, también publicada en el mismo año. Kilglan, del mismo autor, fue publicada en 2023.
En el número 46 de Posta Mundi, de marzo de 2025, Eduardo Ortega, conocido también como Le Canario Interlinguista, publicó Sonetto del depression ("Soneto de la depresión"), donde también apareció Ad su prude dama ("A su dama esquiva") de Andrew Marvell, traducido por Martin Lavallée, quien también tradujo Le Albatros ("El Albatros") de Charles Baudelaire.

### Obras originales
- Breinstrup, Thomas (2013) Mysterios in Mexico - un novella criminal
- Costalago, Vicente (2020) Le dece-duo travalios de Heracles
- Costalago, Vicente (2022) Juliade
- Costalago, Vicente (2022) Poemas
- Hak, Esbern (1996) Paletta: dece-duo novellas original
- Scriptor, Marcus (2015) Le polyglotto involuntari e altere contos
- Soreto, Carlos (2020) Anthologia Litterari
- Costalago, Vicente (2023) Kilglan

### Traducciones[3]
| - Andersen, H. C. (1975) Septe contos - Andersen, H. C. (1995) Contos e historias - Andersen, H.C. (1961) Le nove vestimentos del imperator - Baldwin, James (2022) Robinson Crusoe scribite de novo pro infantes - Bang, Herman (1994) Tres novellas - Arseneault, Daniel (2023) Le torno del mundo in octanta dies - Bunyan, John (1994) Le pelegrinage de Christiano - Buzzati, Dino (1992) Tres novellas - Collberg, Sven (1975) Alicubi, alterubi - Collberg, Sven (1977) Le Prince e altere sonettos - Collberg, Sven (1978) Pandora. Scenas mythic in interlingua - Collberg, Sven (1980) Prosa Pensatas breve e longe in interlingua - Collodi, Carlo (2018) Pinocchio - Daudet, Alphonse (2013) Litteras de mi molino - Doyle, Arthur Conan (2014) Le grande experimento de Keinplatz - Enfors, Erik (2020) Tres contos per Selma Lagerlöf | - Frank, Sven (2012) Contos in Interlingua - Gibran, Khalil (2019) Le Propheta - Gode, Alexander (1983) Dece Contos, Beekbergen. - Goldoni, Carlo (1995) Le Albergatrice - Goldoni, Carlo (1993) Le familia del antiquario - Le Fanu, Joseph Sheridan (2015) Contos de phantasmas - Leblanc, Maurice (2014) Arsène Lupin - le fur gentilhomine - Leroux, Gaston (2014) Duo historias terrificante - Macovei, Toma (2019) Ab le auro spiritual del scena e del schermo II - Notarstefano, Italo (2019) Facile contos 1 – contos del humor - Notarstefano, Italo (2019) Facile contos 2 – contos del mysteri - Poe, Edgar Allan (2013) Le Barril de Amontillado, traducite per Patricio Negrete - Poe, Edgar Allan (2013) Le homicidios in le Rue Morgue - Quiroga, Horacio (2013) Contos del foreste - Söderberg, Hjalmar (2012) Le joco seriose - Tchekhov, Anton (2006) 11 contos |